# Seirocastnia elaphebolia
Seirocastnia elaphebolia är en fjärilsart som beskrevs av Druce 1897. Seirocastnia elaphebolia ingår i släktet Seirocastnia och familjen nattflyn. Inga underarter finns listade.